# Christopher Shinn
Christopher Shinn (Hartford, 9 maggio 1975) è un drammaturgo statunitense.

## Biografia
Christopher Shinn è nato a Hartford nel 1975 e ha studiato drammaturgia all'Università di New York.
Nel 1998 la sua prima opera, Four, è stata portata al debutto al Royal Court Theatre di Londra, teatro con cui Shinn ha instaurato una stretta collaborazione e cha ha ospitato le prime assolute di altri quattro dei suoi drammi: Other People (2000), Where Do We Live (2002) Dying City (2006) e Now or Later (2008). Nel 2003 ha ricevuto una candidatura al Premio Laurence Olivier per Where Do We Live.
Molto attivo sulle scene newyorchesi, nel 2005 ha vinto l'Obie Award per Where Do We Live e ha ricevuto la Guggenheim Fellowship, mentre nel 2008 è stato tra i finalisti del Premio Pulitzer per la drammaturgia per Dying City. Nel 2009 ha fatto il suo debutto a Broadway con una nuova versione e traduzione dell'Hedda Gabler di Henrik Ibsen.
Shinn è dichiaratamente gay.

## Teatro

### Opere originali
- Four (1998)
- Other People (2000)
- The Coming World (2001)
- Where Do We Live (2002)
- What Didn't Happen (2002)
- On the Mountain (2005)
- Dying City (2006)
- Now or Later (2008)
- Picked (2011)
- Teddy Ferrara (2013)
- An Opening in Time (2015)
- Against (2017)
- The Narcissist (2022)

### Adattamenti
- Hedda Gabler (2009)
- Judgment Day (2019)